# Pier Carpi
Pier Carpi (né le 16 janvier 1940 à Scandiano, dans la province de Reggio d'Émilie, en Émilie-Romagne, Italie et mort le 26 juillet 2000 à Viadana) est un écrivain italien contemporain. Très investi également comme scénariste de bande dessinée, il a œuvré dans de multiples domaines.

## Biographie
En dehors de la bande dessinée, Pier Carpi écrit des romans, des scénarios de films et il crée une revue sur l'horreur. En 1963, il entame sa carrière pour Disney (Topolino). Dans les années 1960, il crée plusieurs séries de genre, comme Auranella. En 1970,  il crée avec son ami Alfredo Castelli (créateur de Martin Mystère) la revue Horror puis entame une carrière journalistique qui l'emmène dans la plupart des quotidiens en passant par la RAI.
On peut voir sa trace dans la revue Linus ainsi que chez Sergio Bonelli Editore (Dylan Dog, Martin Mystère, Zona X) et pour Astorina et son personnage fétiche : Diabolik. On lui doit d'ailleurs bon nombre d'adaptations en roman de ce « héros ». Il a également écrit des scénarios pour DC Comics, (Batman, Superman…).
Chez Lug, il crée Dick Demon, Morgane, Sibilla et Bob Lance. Pour Mon journal, il scénarise Le Motard publié à l'origine dans le Corriere della sera.
Il exerce aussi une activité éditoriale dans le journal satirique Bertoldo édité par Sansoni. Plus récemment, il se consacre pour l'essentiel à l'écriture de romans. Des adaptations de Diabolik, des livres sur les sociétés secrètes ou Cagliostro ou les prophéties du Pape Jean XXIII (traduit en français) en passant par les Kennedy, il aborde quantité de sujets. Il pratique aussi l'écriture pour le théâtre et le cinéma : Un ombra nell'ombra ou Cagliostro avec Curd Jürgens, Povero Cristo, Irène Papas. Il explore des registres comme le drame et la comédie, ainsi que le montrent les titres Le pape en vacances ou Mandrake à Dallas.

## Œuvres
Livres (Romans ou Essais)
- La morte facile, (1964)
- Storia della magia,
- Il mistero di Sherlock Holmes, Sansoni ca. 1968
- Le società segrete, Radar 1968
- Cagliostro il taumaturgo, MEB 1972, Réédité en 1975 en 1979.
- I mercanti dell'occulto Armenia, (1973),
- Un'ombra nell'ombra, Nord ca. 1974
- Rasputin, ultimo profeta, Campironi 1974
- Palazzo d'Estate (1978),
- La Banda Kennedy (1980), réédition en 1990,
- Il caso Gelli: la verità sulla loggia P2, parla Licio Gelli con documenti inediti, i.n.e.i. 1982
- Il diavolo (1988),
- Il venerabile, Gribaudo e Zarotti ca. 1993
- Gesù contro Cristo: tra magia e mistero, il romanzo che svela i segreti del Vangelo, Simonelli 1997
- Identikiller, Città Armoniosa 1978
- Nel palazzo d'estate quella notte Adolf Hitler strangolò Jacqueline Kennedy, Corno 1978
- Testimoni del mistero : storie e dialoghi di magia interpretati da Agatha Christie, Giorgio Strehler, Irene Papas, Felix Jussupoff, Giuliana d'Olanda, Walt Disney, Rusconi 1979
- La Banda Kennedy, Centroedizioni 1980 (poi nuova edizione, Gribaudo ca.1992)
- Il diavolo: i riti, i sabba, gli esorcismi, tutti i segreti e i patti satanici, Editoriale Albero 1988

Essais
- Le profezie di papa Giovanni: la storia dell'umanità dal 1935 al 2033 (Les prophéties du pape Jean XXIII), Edizioni mediterranee 1976, Texte en ligne en français ou Éditions J'ai lu L'Aventure mystérieuse N°A353

## Filmographie

### Réalisateur
- 1975 : Povero Cristo (it)
- 1979 : Les Vierges damnées (Un'ombra nell'ombra)

### Scénariste
- 1975 : Cagliostro (it)
- 1975 : Povero Cristo (it)
- 1979 : Les Vierges damnées (Un'ombra nell'ombra)
- 1992 : Il ventre di Maria (it)

## Récompenses
- 1969 : Grand Guinigi du scénariste italien, pour sa production de 1968[réf. souhaitée]